# Гідрографія Австрії
На території Австрії існують всі групи поверхневих вод: розвинута річкова мережа, є озера, болота, льодовики, підземні води та штучні водойми. Територія країни має частини річкового басейну Дунаю, Рейну та Ельби. Суходіл Австрії не має виходу до Світового океану.
За даними Міністерства сільського та лісового господарств, регіонів та водного господарства Австрії на території країни протикає 2194 річок, площа водозбору яких перевищує 10 км², 53 річки мають площу водозбору понад 500 км², 30 річок із площею водозбору понад 1000 км². Середня густота річкової мережі становить 1,2 км/км². В Австрії понад 25 000 природно та штучно створених водойм загальною площею більш 250 м², 62 з яких мають площу понад 50 га, 19, з яких є «штучними».

## Річкові системи

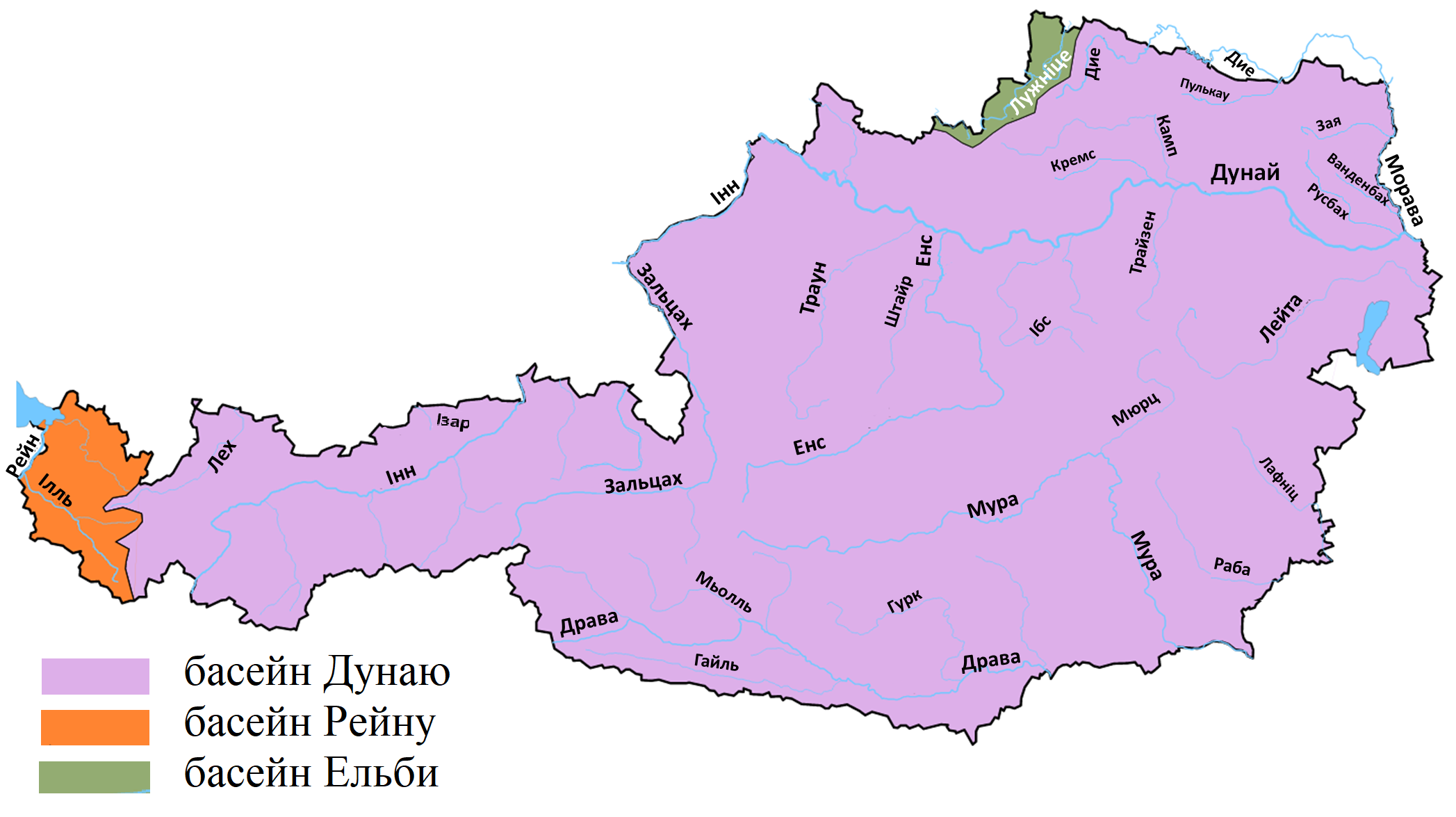
Карта річкових басейнів та річок Австрії

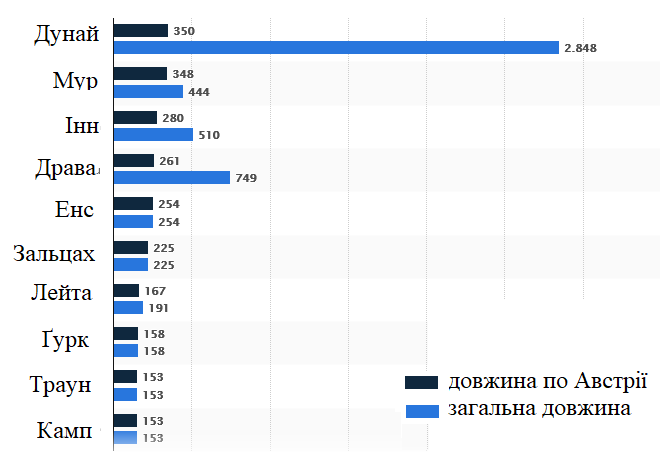
Десятка найдовших річок Австрії [https://de.statista.com/statistik/daten/studie/297637/umfrage/laengste-fluesse-in-oesterreich/

### Дунай

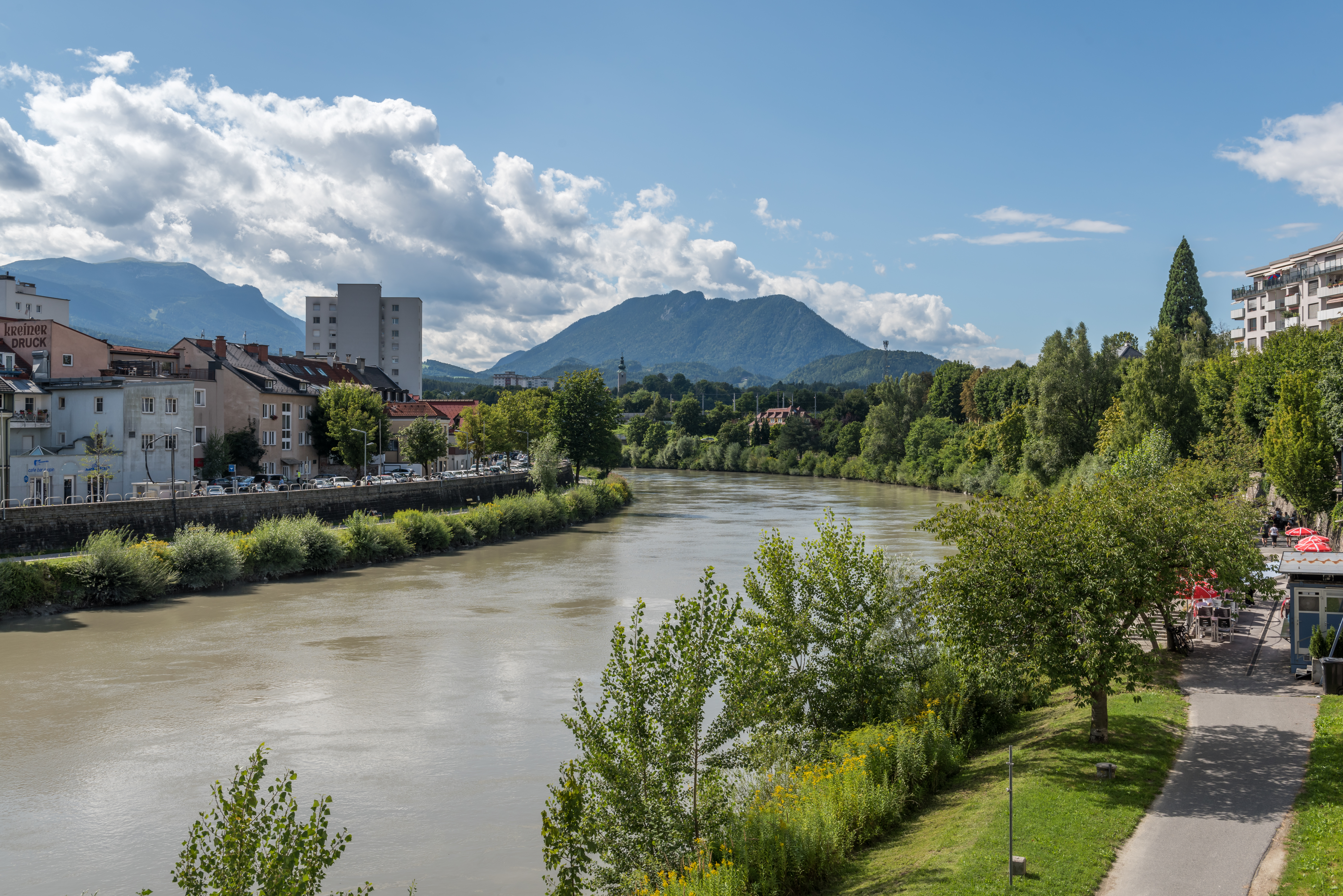
Місто Філлах та Драва

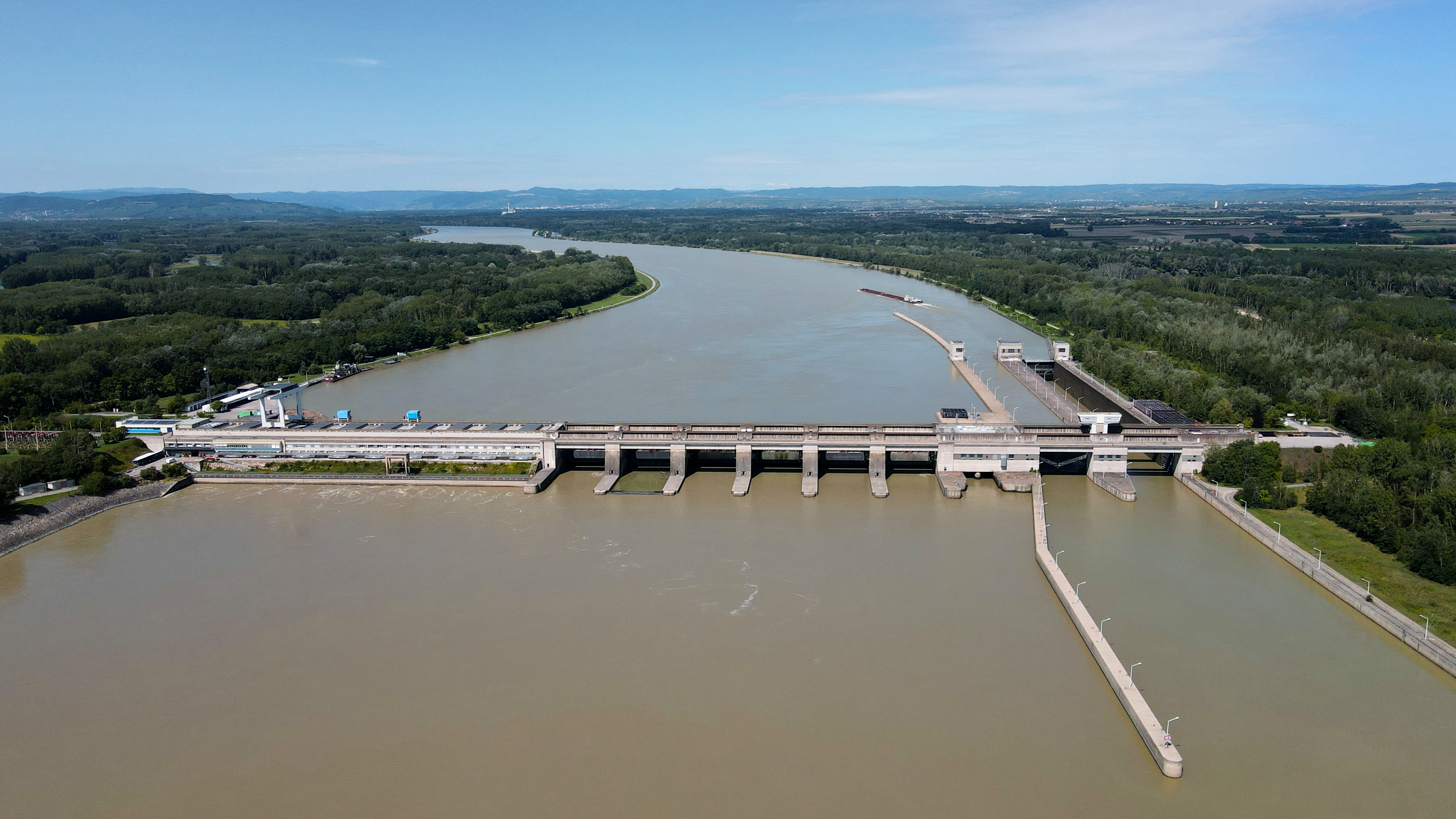
Дунайська електростанція Альтенворт

Басейн Дунаю в Австрії має площу 80 566 км², що становить 96 % території Австрії. По території країни Дунай має довжину 350 км. Дунай — річка басейну Атлантичного океану, впадає до Чорного моря.
Найбільші праві притоки Дунаю, що притикають по території Австрії, — Інн, Драва; ліві — Морава.
Річка Інн починається у горах в Швейцарії, перетинає Австрію, а потім потрапляє до Німеччини. По Австрії Інн протікає 280 км. Це найбільш багата на воду притока Дунаю на території Австрії. Річка має льодовикове живлення. У водозбірній зоні Інна є 823 льодовики. Від міста Бурггаузен у середній течії до Пассау (гирло) по річці проходить кордон з Німеччиною.
Найбільша притока Інн — Зальцах (права притока) має довжину 225 км. Річка повністю тече по території Австрії та 83 % її водозбірного басейну розташовано в країні. У нижній течії за містом Зальцбург по річці проходить 70 кілометровий кордон з Німеччиною, аж до міста Бурггаузен, де впадає у Інн. На притоці Зальцаха річці Кріммлер-Ахе на висоті 1470 метрів над рівнем моря розташовано багаторівневий водоспад Кріммль, висотою 380 метрів.
Великі міста Австрії, які розташовані на Інн: Ландек, Імст, Тельфс, Фельс, Інсбрук, Ваттенс, Єнбах, Раттенберг.
Права притока Дунаю — Драва у своєї верхній течії, протікає на схід по південній Австрії через Каринтію та Лієнц (Східний Тіроль) поки не досягає словенської території перед Дравоградом. По території Австрії Драва має довжину 261 км, що майже у 3 рази менше ніж її загальна довжина. Площа басейну на території Австрії становить 11 828 км², це третій за величиною водозбору річковий басейн в Австрії після Дунаю та Інна. Річка утворює річкову долину, яка простягається з заходу на схід та має назву Драуталь. Найважливішими притоками Драви в Австрії є ліві: Мура, Мьолль, Вайсенбах, Ізель, Ґурк; праві: Гайль, Лавант, Веллах. Великі міста, що розташовані на річці: Лієнц, Шпітталь-ан-дер-Драу та Філлах.
Права притока Дунаю річка Енс повністю протикає в Австрії. Її довжина становить 254 км. З двома своїми притоками Штайр та Сальза річка утворює велику долину, містами з високими берегами та вузькими заплавами. Середньорічний стік Енса становить понад 200 м³/с, тому на початку 20 століття на річці було побудовано декілька гідроелектростанцій.
Річка Лех, права притока Дунаю, бере початок у високогірному озері Формарінзеє землі Форарльберг на висоті 1870 метрів над рівнем моря. У верхній течії річка протікає через увесь австрійський Тіроль, утворюючи гірську долину, а потім потрапляє на територію Німеччини, де впадає в Дунай. На річці розташовані великі міста: Лех-ам-Арльберг та Ройтте.
Траун — права притока Дунаю, повністю протікає по території країни. Басейн річки розташовано між річками Енс та Інн. Має довжину 155,9 км, площа басейну 4257 км2, середній стік води — 150 м³/с. Траун бере початок у Штирії в Північних Вапнякових Альпах. Протікає через безліч озер (особливо у верхній течії). Спочатку річка проходить через озера Топліцзеє та Грундльзее, а потім в районі міста Бад-Аусзее об'єднується з притокою з озера Альтаусзе. Пізніше води Траун потрапляють у озера Галлштаттерзеє та Траунзеє. На річці споруджено понад 15 гідроелектростанцій. Великі міста, що розташовані на річці: Лінц, Вельс, Траун.
Права притока Дунаю річка Ізар має довжину 295 км, однак по Австрії протікає тільки 22 км. Річка разом зі своєю лівою притокою Лойзах бере початок на північно-західних схилах Північних Вапнякових Альп у Тіролі. Живлення — від талої води з льодовика Ізар-Лойзах.
Камп — ліва притока Дунаю, 153-кілометрова річка в Нижній Австрії, повністю протикає по території Австрії. Площа водозбірного басейну дорівнює 1753 км². Під час будівництва ГЕС Альтнверт на Дунає гирло Кампу було перенесено разом із гирлом Кремса до водосховища Альтенверта.
Ліва притока Дунаю Кремс починається двома потоками Великий Кремс та Малий Кремс в Цветль на висоті 950 м. Річки прямують на північний схід та формують гранітні глибокі долини. Дві річки зливаються в одну біля замку Хартенштайн та утворюють долину Кремсталь, яка славиться виноробством. В районі міста Кремс-на-Дунаї Кремс впадав в Дунай, але при будівництві Дунайської електростанції в 1973 році гирло було перенесено нижче по течії.
Морава — ліва притока Дунаю. У нижній течії по ній проходить кордон між Австрією і Словаччиною. Права притока Морави Тайя (Диє) у верхній течії протікає у північно-східній Нижній Австрії та є прикордонною річкою з Чехією. Права притока Тайї Пулкау має довжину 52 кілометри та повністю протикає по Австрії. Права притока Зая є притокою Морави в регіоні Вайнфіртель у Нижній Австрії. Праві притоки Морави, що протікають по Австрієї: Зая (58 км) та Вайденбах.
Остання ліва притока Дунаю в Австрії — річка Русбах має довжину близько 71 км. Через 18-кілометровий канал Мархфельд Русбах наповнюється водою з Дунаю.

### Рейн
Через територію Австрії проходить невелика ділянка вододілу між річками Рейн та Дунай. Площа басейну Рейну, що розташована на території Австрії, становить 2366 км². Рейн належить басейну Атлантичного океану та впадає до Північного моря. Витік Рейну знаходиться у Швейцарії. У верхній течії по Рейну проходить кордон між Швейцарією та Австрією. Права частина річкового басейну розташована на більшій частини Форарльберга, Альпійський Рейн впадає до Боденського озера. Права притока Рейну, річка Ілль — має довжину трохи більше 75 кілометрів і повністю розташована у федеральній землі Форарльберг, Також по території Австрії протикає права притока Рейні — річка Фруц, гирло якої розташовано біля міста Коблах. Великі притоки Дорнбірнер Ах та Брегенцер Ах впадають в Боденське озеро.

### Ельба

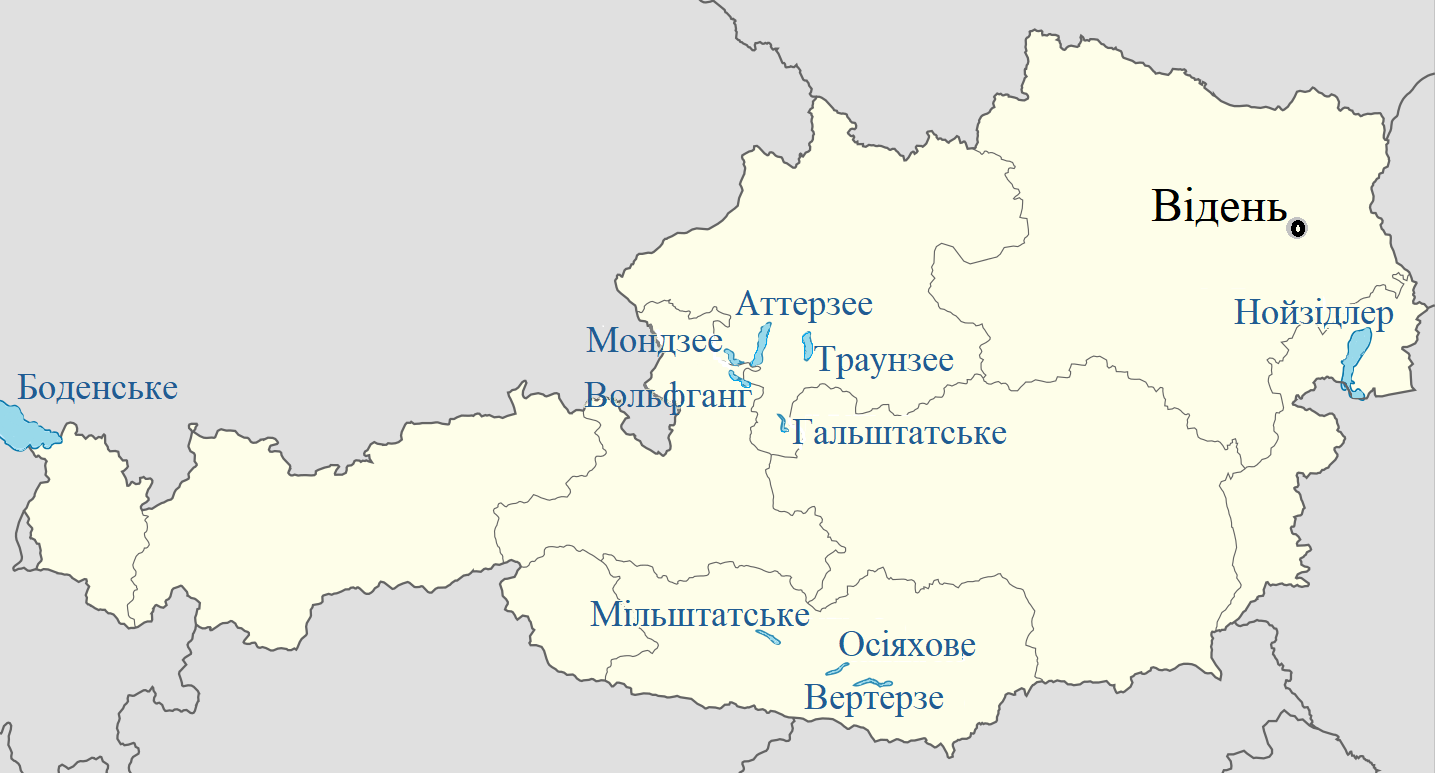
Найбільші озера Австрії

Площа басейну Ельби, що розташовано на території Австрії, становить 918 км², 0,6 % від загальної площі річкового басейну. Річка належить басейну Атлантичного океану та впадає до Північного моря. Водозбірний басейн Ельби включає район Гмюнд у Вальдфіртелі та невеликі території на північному краю Мюльфіртеля. По території Австрії починаються та протікають у верхній течії Лужніце, Лайнзіц, Мальча та Малше — притоки Влтави, лівої притоки Ельби. Вони мають не велику довжину, але це єдині австрійські потоки, які стікають з Австрії через Чехію до Ельби.

## Озера

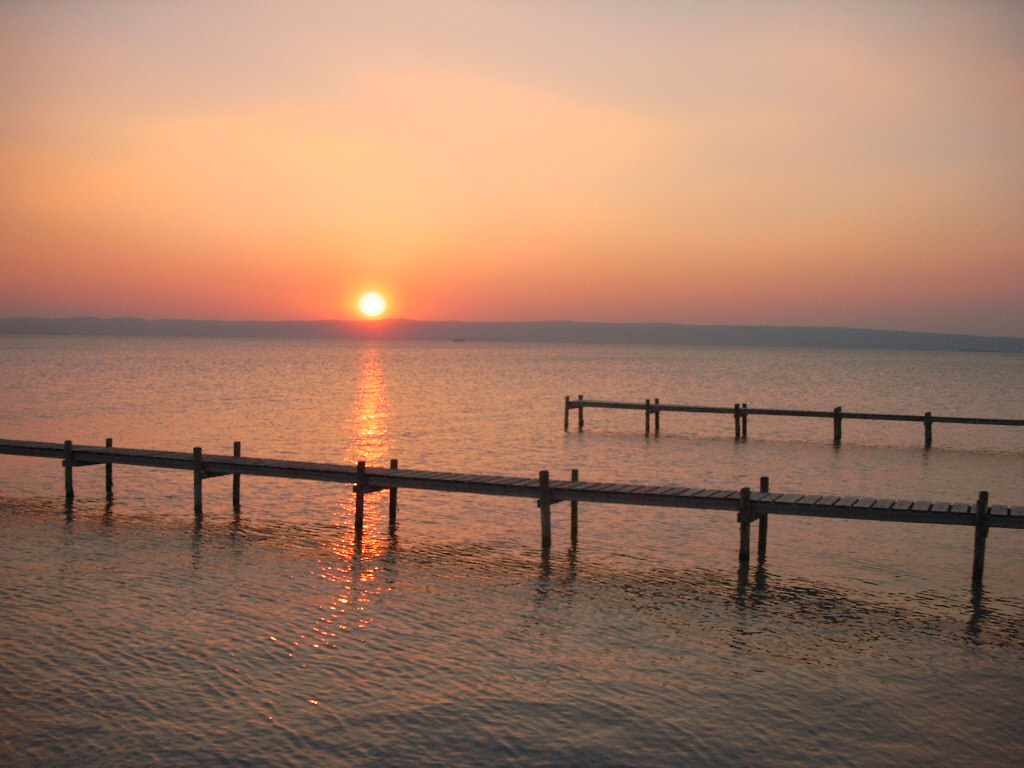
Озеро Нойзідлер (Подерсдорф-ам-Зеє) є об'єктом Всесвітньої спадщини ЮНЕСКО

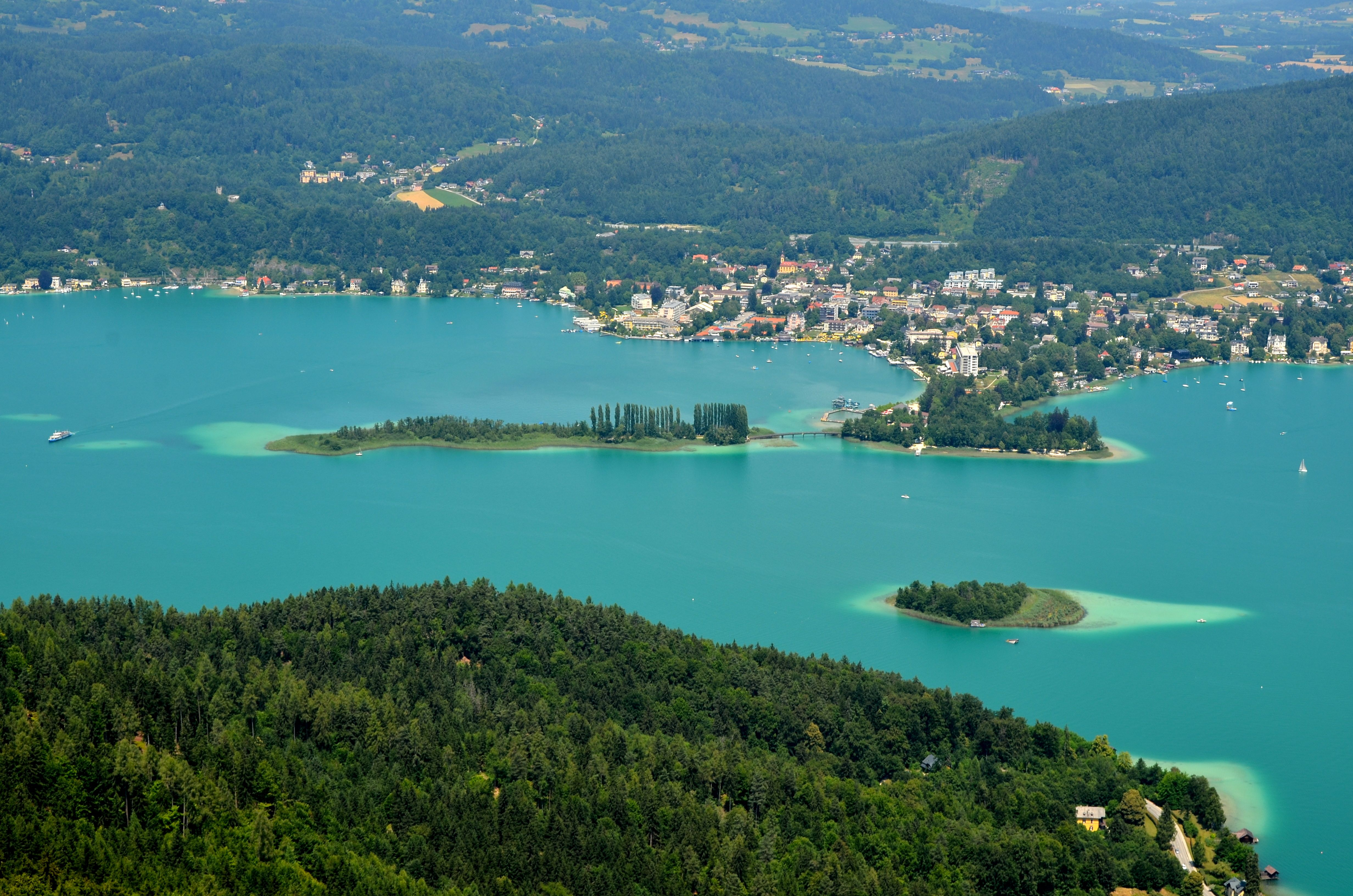
Озеро Вертерзе

Озеро Нойзідлер найбільше за площею озеро Австрії, розташоване на кордоні з Угорщиною, в біорегіоні Схід Малого Альфельда. Це безсточне озеро, яке має площу 315 км 2, з яких 240 км 2 знаходиться на австрійській стороні. Глибина озера не перевищує 1,8 м. Вода Нойзідлер має вдвічі більше солі ніж у прісній воді. Береги його заболочені та покрити очеретом. Озеро є важливим місцем відпочинку перелітних птахів На схід від озера розташовані менші озера з солоною водою, найбільші з яких Ланге Лаке, площею 154 га, та Ціклаке, площею, 117 га. Район озера Нойзідлер в 2001 році був включений до Списку всесвітньої спадщини ЮНЕСКО.
Австрійська територія Боденського озера, що розташована на заході території Форарльберга, дуже мала, берегова довжина дорівнює 28 км.

### Каринтійські озера
В австрійській землі Каринтії в долині річки Драва розташовано 9 озер площею більше 50 га, з них 4 великі озера і дуже багато маленьких, також є термальні джерела. Озера Каринтії найтепліші в Австрії, влітку вони прогріваються до 26-28 °C, вода в озерах офіційно визнана питною. Всі вони утворились давнішнім льодовиками під час льодовикового періоду. Всі озера протічні.
Найбільшим озером регіону є Вертерзе. Його площа дорівнює 19,39 км², протяжність зі сходу на захід16,5 км. Площа водозбірного басейну становить 162,1 км², середня глибина — 42,1 м, а максимальна — 85,2 м. Через річку Гурк вода з озера потрапляє у Драву, а потім до Дунаю.
Завдяки високій якості води Вольфгангзее було визначено Європейським Союзом як еталонну водойму. Озеро розташоване на висоті 538 метрів над рівнем моря, має площу в 13 км² і досягає в глибину 114 метрів. Озеро відноситься до оліготрофних, глибина видимості досягає 10,3 м.
Найглибшим озером Каринтійських озер є озеро Мільштат (141 метр). Середня глибина становить 89 м. Озеро є другим за площею, після Вертерзе. в групі озер Каринті. Мільштатерське озеро має кремнеземний водозбірний басейн. що дуже рідко для Австрії. В Мільштатське озеро впадає 30 струмків, а витікає один Лізер, що потім втікає в Драву.
Третє за величиною в Каринтії є Осіяхове озеро. Озеро має середню глибину 19,6 м, а максимальну — 52 м. Саме тому під час циркуляції навесні та пізньої осені вода змішується до самого дна. Взимку озеро замерзає на кілька тижнів, а влітку температура поверхні досягає 24 °C. Через притоку Зібах, що впадає в Драву, вода потрапляє до Дунаю.
Вайсензеє або Біле озеро — це озеро розташовано на висоті 930 м. Середня глибина озера становить 35 м, а максимальна — 99 м. Вода в озері переміщується до глибини 40-60 м. Глибина видимості у воді — до 6 метрів. Озеро є популярним місцем для підводного плавання. Якісті води є близькою до якості питної води. Вайсензеє це найвище озеро регіону для купання. Тут влітку вода має температуру до 24 °C. Взимку, з грудня по березень, озеро має найбільшу поверхню льоду в Альпах, товщина якої досягає 58 сантиметрів.

### Озера Зальцкаммергута

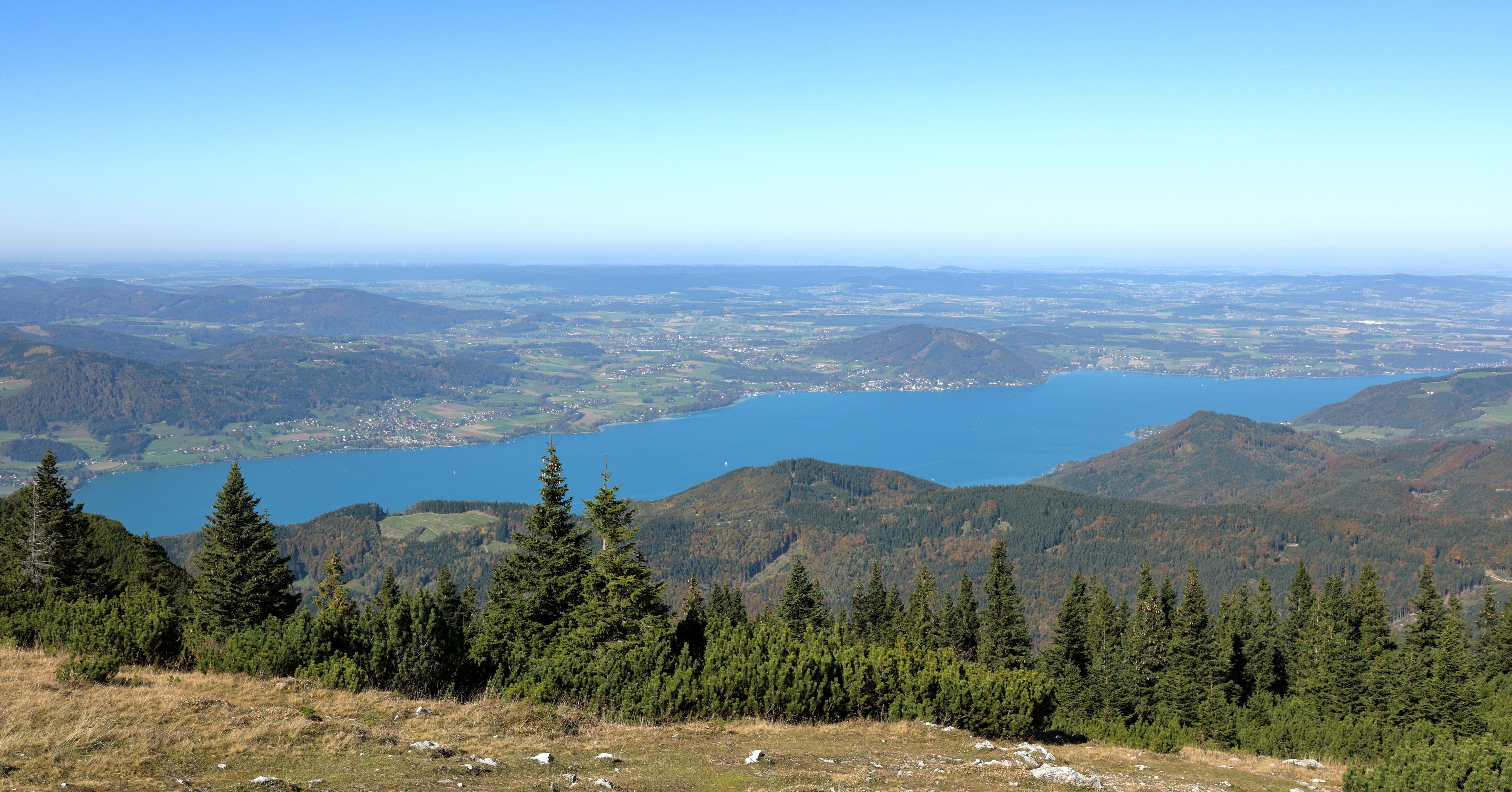
Вид на озеро Аттерзее

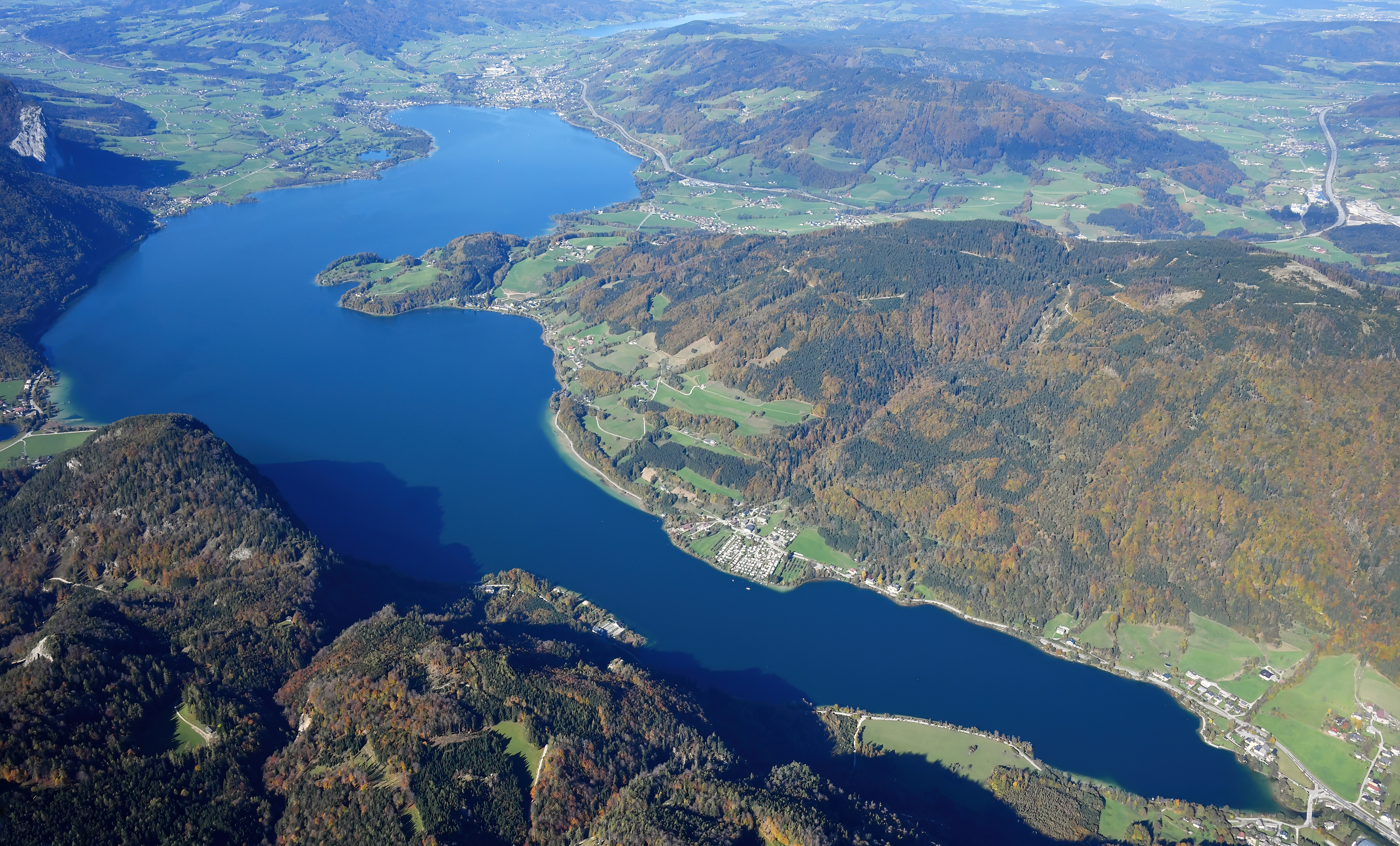
Озеро Мондзее

Ландшафт Зальцкаммергута Верхньої Австрії визначає річкова система Трауна з 76 великими й малими озерами, створеними давнішніми льодовиками. Більшість озер тут оліготрофні.
Найбільшим озером, що повністю лежить в Австрії, та найбільшим серед озер Зальцкаммергута є Аттерзеє. Озеро розташовано в окрузі Феклабрук і знаходиться на висоті 469  м над рівнем моря. Площа поверхні озера понад 46 км², середня глибина 85 м, а найбільша 169 м. Озеро має льодовикове походження котловини. Вода з озера має стік у Дунай через річку Агер, притоку Трауна. Аттерзеє є головним туристичним об'єктом у Верхній Австрії та популярним озером для купання, дайвінгу та вітрильного спорту. На березі Аттерзе є залишки неолітичних пальових жител, які є частиною Всесвітньої спадщини ЮНЕСКО.
Озеро Зальцкаммергута —Траунзее є четвертим за площею озером (24 км²), першим за площею водозбірного басейну (1417 км²), та найглибшим озером Австрії (191 м). Озеро розташовано в улоговині між гірськими хребтами, створеної давнішим льодовиком. Вода в озері проточна, через нього протікає річка Траун. Озеро має низьку концентрацію поживних речовин і тому є оліготрофним. Завдяки низькій концентрації фітопланктону та низькому росту водоростей вода в озері влітку може сягати видимості до 6,8 метра.
Озеро Мондзее також розташовано у Зальцкаммергуті і знаходиться на висоті 481 м над рівнем моря. Площа поверхні озера понад 13,78 км², середня глибина 36 м, а найбільша 68 м Як і інші озера Зальцкаммергута, улоговина Мондзеє була утворена льодовиком. Озеро класифікується як оліготрофне. Видимість у води становить 4,8 м. Мондзее є найтеплішим озером в Зальцкаммергуті, влітку воно прогрівається до 26 °С. Мондзеє перебуває у приватній власності з 18 століття.
Озеро Гальштатське має довжину з півдня на північ 7,5 км і максимальну ширину 1,4 км. Поверхня — близько 8,55 км², середня глибина — 65 м, максимальна — 125 м. Об'єм води — 558,1 млн куб. Через озеро протікає Траун, який впадає в озеро на півдні та залишає його на півночі. Річка приносить 53 % води в озеро. Через сильну течію Трауна температура води в озері рідко перевищує 20 °C, а взимку озеро рідко повністю замерзає.
Серед озер Зальцкаммергута Вольфгангзее лежить на висоті 538 метрів. Озеро має площу 13 км², середню глибину 52 м та найбільшу 114 м. Через притоку Ішль вода з озера потрапляє до річкиТраун, а потім до Дунаю.
Дивись також: Список озер Австрії

## Підземні води
Майже 100 % питної води в Австрії отримують із підземних вод. Близько 50 % питної води надходить із пластових та тріщинних підземних вод, а решта — із джерел грунтових вод. Загалом в Австрії існує 135 окремих підземних водних об'єктів, які поділяються на 64 джерел загальною площею 9 682 км², 62 об'єкта тріщинних підземних вод і дев'ять пластових водних басейнів. В 1955 році було виявлено під озером Нойзідлер пластові артезіанські води, площею 250 км². Це — найбільший басейн мінеральної води в Європі. Мінеральні води Нойзідлер розташовані на двох водоносних горизонтах. Верхній на глибині близько 150 метрів має висококонцентровані сульфатно-натрієві та магнієві води. Вміст солі в них може досягати понад 37 проміле. У нижньому горизонті на глибини 800—1200 метрів є багаті фторидом солоні води, яки мають геологічний вік від 25 до 2 мільйонів років.
На території Австрії розташовані басейни та джерела термальних вод. Найважливішими транскордонними родовищами термальної води є родовища між Верхньою Австрією та Баварією, Штирією та Словенією, а також Бургенландом та Угорщиною. Термальні джерела розташовані в Бад-Гаштайні, Бадені та Бад-Феслау. У Мюльфіртелі є скупчення джерел з підвищеною концентрацією радону.
В Австрії працює ряд бальнеологічних курортів, наприклад, Відень, Баден, Бад-Феслау, Філлах, Бад-Кляйнкірхгайм.

## Льодовики

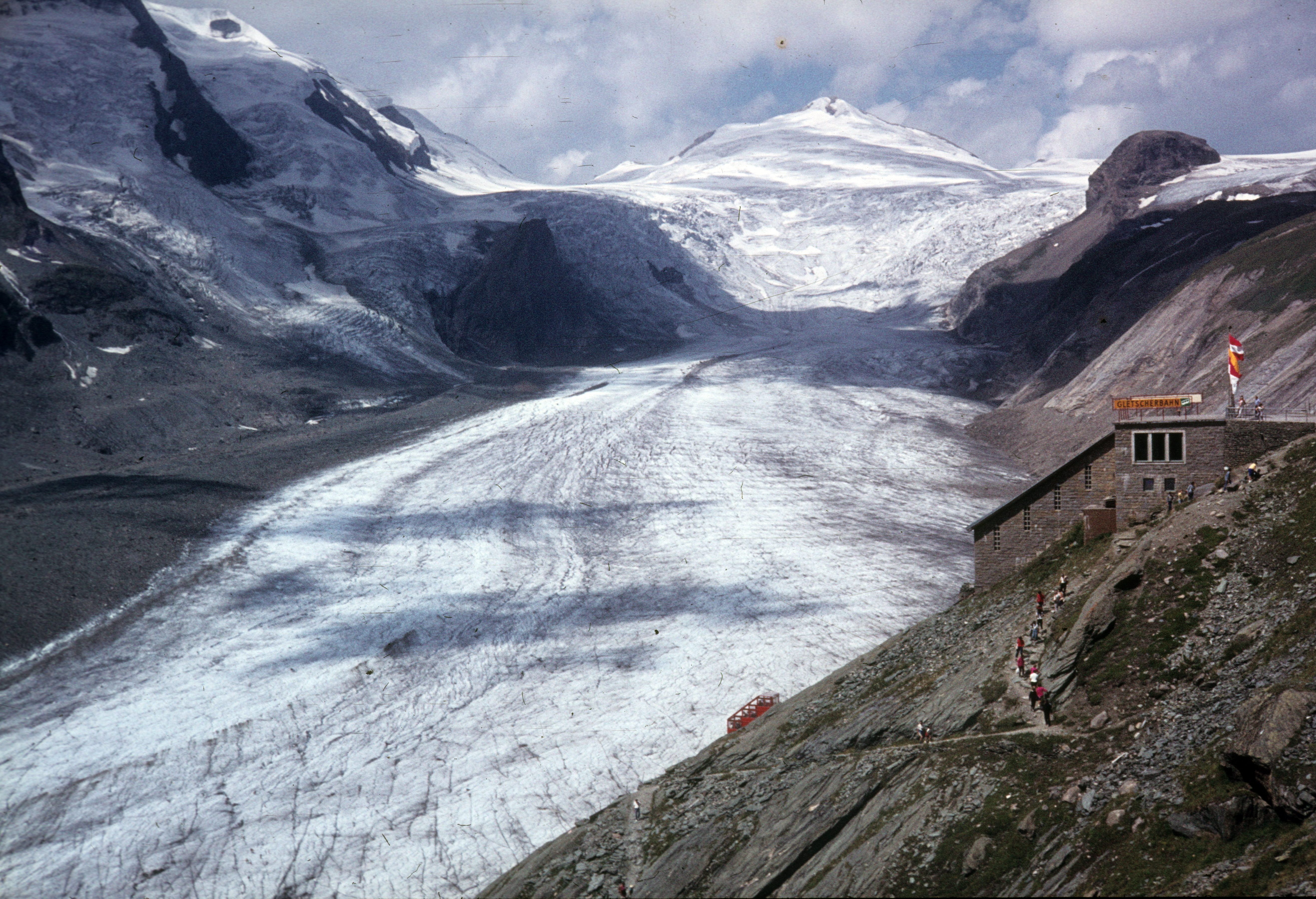
Льодовик Пастерце

Більшість льодовиків Австрії розташовані у Центральних Східних Альпах. Кількість їх збільшується зі сходу на захід. Всього в Австрії налічується 925 льодовиків загальною площею близько 540 км² (станом на 2012 рік). В провінції Зальцбург розташовано 173 льодовика. З льодовиків починаються Енс, Зальцах, утворюються озера. У Ецтальських Альпах (Тіроль) найбільша площа льодовиків у країні: 213 льодовиків, загальної площі 173 км², серед яких 33 найбільших. У північних відкритих долинах є кілька великих долинних льодовиків, які є одними з найбільших в Австрії, насамперед другий за площею льодовик Австрії — Гепатшфернер 16,6 км² (2006)
Високий Тауерн має найбільші льодовикові площі у Східних Альпах. Тут розташовано 101 льодовик загальною площею 90 км², з найбільшим льодовиком Австрії — Пастерце (18 км²). Пастерце утворює витік річки Мелль, лівої притоки Драви.
Інститут міждисциплінарних досліджень гір Австрійської академії наук постійно досліджує зміни розмірів 94 льодовиків. У 2022 році площа 89 спостережуваних льодовиків зменшилися в середньому на 28,7 метра.

## Болота

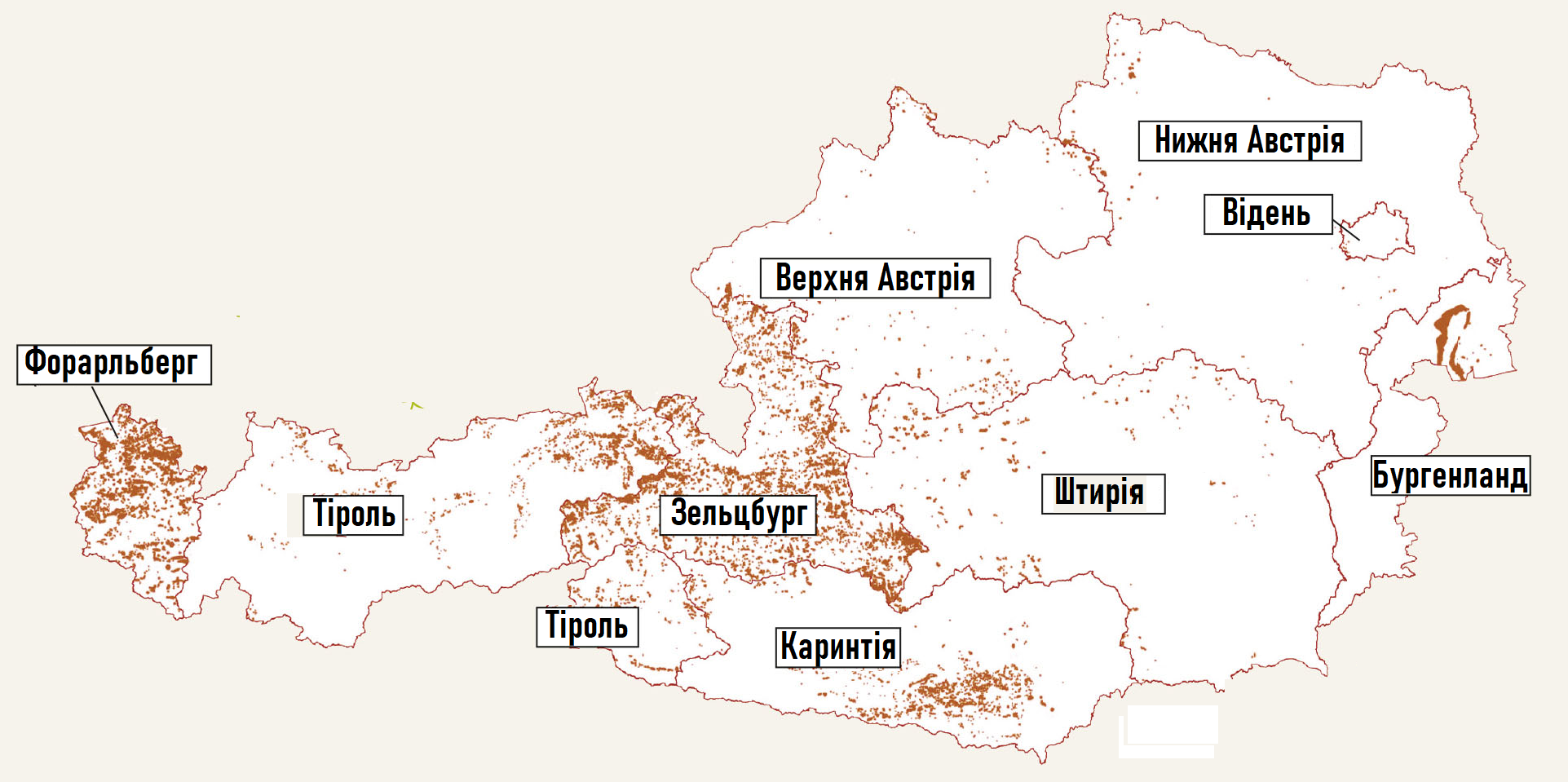
Болота Австрії

Найбільша кількість болотних угідь на території Австрії розташовано в районі озера Нойзідлер, на території Форарльберга, Зальцбурга та в долині річки Драва у Каринтії. Майже 90 відсотків колишніх боліт в Австрії вже осушено або іншим чином пошкоджено. Загалом 23 австрійські водно-болотні угіддя входять до списку Рамсарської конвенції водно-болотних угідь міжнародного значення. Найбільші з об'єктів списку: Національний парк Вапнякові Альпи (Верхня Австрія), Вальдфіртельські ставки, торфовища та заплави (Нижня Австрія), озеро Нойзідлер-Зеевінкель (Бургенланд), Донау–Марч-Ауен (Нижня Австрія)

## Водосховища
В Австрії створено 57 водосховищ в усіх федеральних землях окрім Бургенланд. 19 водосховищ мають площу більше 50 га. Найбільше  штучне озеро Австрії Кольнбрейн, має об'єм води 205 млн км3 та водну поверхню площею 3,5 км². Воно розташовано в верхній течії річки Драва (басейн Дунай) в Каринтії. На другому місці водосховище ГЕС Каунерталь, що має об'єм води 140 млн км3 та площу водної поверхні 2,6 км². Третє місце займає водосховище Шлегейс, що об'єм води 126,5 млн км3 та площею поверхні 2,2 км². Два останні водосховища розташовані в Тиролі в долинах приток річки Інн басейну Дунаю.
Першою в країні у 1911 році була побудована гребля водосховища Ерлауф у Нижній Австрії. Останнє водосховище Австрії Фройденау на Дунаї було здано в експлуатацію в 1997 році.